# Săgeata
Săgeata est une commune roumaine située dans le județ de Buzău.